# Newcrest Mining
Newcrest Mining (Newcrest International Pty Ltd) est une entreprise minière australienne qui fait partie de l'indice S&P/ASX 50. Elle exploite essentiellement de l'or. En novembre 2023, elle fusionne avec Newmont Mining.

## Historique
Les origines de Newcrest Mining remontent à 1966, quand le groupe américain Newmont Mining Limited a créé sa filiale australienne Newmont Holdings Limited (devenue Newmont Australia Limited) pour faire de la prospection d'or en Australie.
En 1987, Newmont est entré dans le S&P/ASX 50.
En 1990, Newmont Australia Limited fait l'acquisition d' Australmin Holdings Limited et fusionne ensuite avec BHP Gold Limited pour devenir Newcrest Mining Limited.
En avril 2010, Newcrest Mining annonce l'acquisition de Lihir Gold pour 9,2 milliards de dollars australien (soit 8,5 milliards de dollars), créant la cinquième plus grande entreprise extractive d'or au monde,. Avec cette acquisition, Newcrest Mining entre au Port Moresby Stock Exchange.
En novembre 2021, Newmont annonce l'acquisition de Pretium Resources qui le valoriserait à 2,8 milliards de dollars.
En février 2023, Newmont Mining annonce lancer une offre d'acquisition sur Newcrest Mining, qui été une ancienne de ses filiales jusque dans les années 1990, avec une offre de 16,9 milliards de dollars, fusion confirmée en novembre.